# As-Sukkarijja (Aleppo)
As-Sukkarijja (arab. السكرية) – wieś w Syrii, w muhafazie Aleppo. W 2004 roku liczyła 1696 mieszkańców.